# Anders Larsson Höök
Anders Larsson Höök, född i Vendel 1637, död 1687, var en svensk bruksägare. 
Kompanjon och tillsammans med Peder Swensson Printz sedan slutet av 1670-talet ägare till Gysinge bruk. Han ägde även under en tid herrgården Hadeholm. Gift med Anna Mackeij som efter Anders bortgång övertog driften av Gysinge. Anders bror Per Larsson Höök adlad Gyllenhöök var jaktkamrat med Karl XI.
Anders Larsson Höök var brukspatron både i Gysinge bruk och i Wattholma bruk samt ägde Bergby gård i Vendels socken. År 1685 uppsattes i Vendels kyrka en predikstol som tillverkats på beställning av Larsson-Höök och var en gåva till kyrkan från denne och dennes hustru.